# Ipomoea lenis
Ipomoea lenis är en vindeväxtart som beskrevs av Homer Doliver House. Ipomoea lenis ingår i släktet praktvindor, och familjen vindeväxter. Inga underarter finns listade i Catalogue of Life.